# Takumi Motohashi
Takumi Motohashi (本橋 卓巳 Motohashi Takumi?, nacido el 3 de agosto de 1982 en Tokio) es un exfutbolista japonés. Jugaba de centrocampista y su último club fue el Tochigi SC de Japón.

## Trayectoria

### Clubes
| Club                | País  | Año         |
| ------------------- | ----- | ----------- |
| Yokohama F. Marinos | Japón | 2001 - 2003 |
| Shonan Bellmare     | Japón | 2002        |
| Sagan Tosu          | Japón | 2004        |
| Montedio Yamagata   | Japón | 2005 - 2008 |
| Tochigi SC          | Japón | 2009 - 2013 |

## Estadística de carrera

### J. League
| Club                | Año   | J. League | J. League | Copa J. League | Copa J. League | Total | Total |
| Club                | Año   | Part.     | Goles     | Part.          | Goles          | Part. | Goles |
| ------------------- | ----- | --------- | --------- | -------------- | -------------- | ----- | ----- |
| Yokohama F. Marinos | 2001  | 0         | 0         | 0              | 0              | 0     | 0     |
| Shonan Bellmare     | 2002  | 15        | 1         | -              | -              | 15    | 1     |
| Yokohama F. Marinos | 2003  | 1         | 0         | 1              | 0              | 2     | 0     |
| Sagan Tosu          | 2004  | 40        | 3         | -              | -              | 40    | 3     |
| Montedio Yamagata   | 2005  | 38        | 3         | -              | -              | 38    | 3     |
| Montedio Yamagata   | 2006  | 17        | 1         | -              | -              | 17    | 1     |
| Montedio Yamagata   | 2007  | 21        | 0         | -              | -              | 21    | 0     |
| Montedio Yamagata   | 2008  | 7         | 0         | -              | -              | 7     | 0     |
| Tochigi SC          | 2009  | 33        | 1         | -              | -              | 33    | 1     |
| Tochigi SC          | 2010  | 24        | 0         | -              | -              | 24    | 0     |
| Tochigi SC          | 2011  | 12        | 1         | -              | -              | 12    | 1     |
| Tochigi SC          | 2012  | 4         | 0         | -              | -              | 4     | 0     |
| Tochigi SC          | 2013  | 7         | 0         | -              | -              | 7     | 0     |
| Total               | Total | 219       | 10        | 1              | 0              | 220   | 10    |

## Palmarés

### Títulos nacionales
| Título         | Club                | País  | Año  |
| -------------- | ------------------- | ----- | ---- |
| Copa J. League | Yokohama F. Marinos | Japón | 2001 |
| J1 League      | Yokohama F. Marinos | Japón | 2003 |